# Kondō Isami

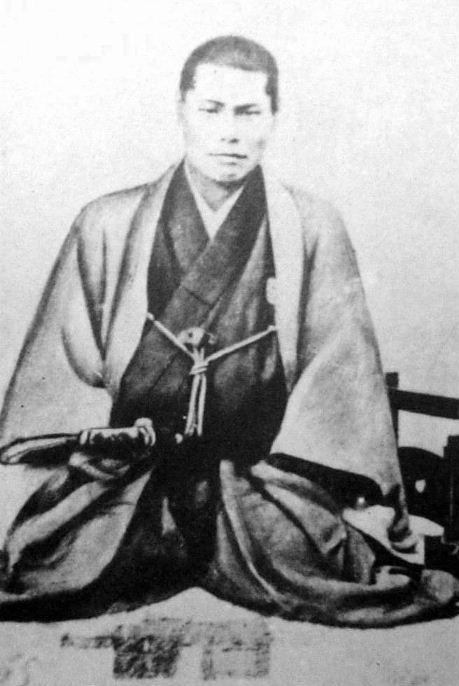
Kondō Isami

Kondō Isami (japanisch 近藤 勇; * 9. Oktober 1834 in Kami-Ishihara, Provinz Musashi (heute: Chōfu, Präfektur Tokio); † 25. April 1868 bei Itabashi) war ein Samurai der Bakumatsu-Ära und Hauptmann der in Kyōto stationierten Polizeieinheit Shinsengumi.

## Herkunft
Kondō Isami wurde 1834 als dritter Sohn der Bauern Miyagawa Kyūjirō (宮川 久次郎) und Miyagawa Miyo unter dem Namen Miyagawa Katsugorō (宮川 勝五郎) im Dorf Kami-Ishihara (heute Teil der Stadt Chōfu in der Präfektur Tokio) im Bezirk Tama der Provinz Musashi geboren. Sein ältester Bruder hieß Otogorō, der zweitälteste Kumejirō (oder Kumezō). Er hatte auch eine ältere Schwester, die starb, als er noch sehr jung war. Auch seine Mutter starb sehr früh. Kondō soll ein begeisterter Bücherleser gewesen sein, insbesondere die Geschichte der 47 Rōnin und Die Geschichte der Drei Reiche sollen zu seinen Lieblingsbüchern gehört haben. Er wurde in seinem Dorf als Gelehrter angesehen. Als Kind soll Kondō ein Unruhestifter gewesen sein, er soll aber nie jüngere Kinder geärgert haben.
Als er eine Diebesbande besiegte, die in das Haus seiner Familie eingebrochen war, brachte ihm das die Aufmerksamkeit Kondō Shūsukes (auch Shūsai) ein. Dieser war das dritte Oberhaupt der Tennen Rishin-ryū Schwertschule und adoptierte Miyagawa 1849, der daraufhin den Namen Shimazaki Katsuta annahm und sich später in Kondō Isami umbenannte. Im August 1861 übernahm Kondō Isami als viertes Oberhaupt die Schule und damit den dazugehörigen Shieikan Dōjō.

## Historische Situation

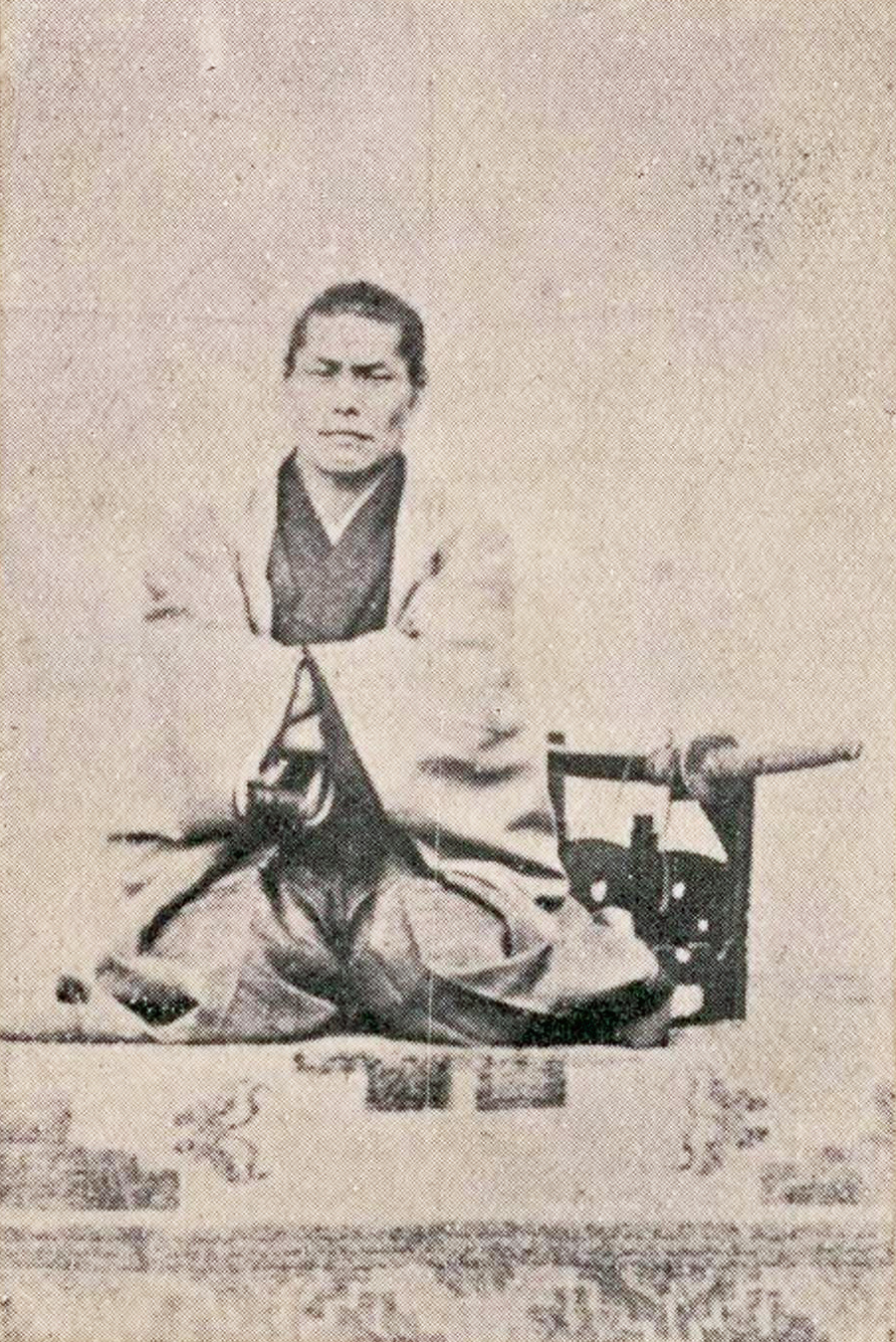
Kondō Isami

Die mit der Ankunft Matthew Perrys einsetzende kontinuierliche Öffnung Japans in den 60er Jahren des 19. Jahrhunderts verursachte viel Kontroverse in der Bevölkerung. Daher entstanden verschiedene militärische Bewegungen, die große Unruhen im Land auslösten. Die einen kämpften für die Öffnung Japans und die damit verbundene Machterhaltung des Tokugawa-Shōgunats. Andere, die Shishi machten sich zum Beispiel mit der Losung Sonnō-jōi bemerkbar und forderten, dass die Macht wieder dem Tennō, dem japanischen Kaiser, übergeben würde und stimmten somit gegen das westliche Ausland.

## Shinsengumi
Als Matsudaira Tadatoshi 1863 Rōnin versammelte, um Shōgun Iemochi während seines Aufenthaltes in Kyōto zu beschützen, beschlossen auch Kondō sowie Schüler und Gäste des Shieikan Dōjos diesem Aufruf zu folgen. Unter diesen befanden sich Hijikata Toshizō, Yamanami Keisuke, Okita Sōji, Harada Sanosuke, Nagakura Shinpachi, Tōdō Heisuke und Inoue Genzaburō. Sie schlossen sich mit anderen zur Rōshigumi (auch Rōshitai genannt) zusammen. Als ihr Anführer Kiyokawa Hachirō ihnen eröffnete, dass die Gruppe sich in ihren Aktivitäten gegen den Shōgun richten sollte, verließ die Gruppe um Kondō mit ihm die Rōshitai. In Kyōto gründeten sie die Mibu Rōshigumi, die unter dem Befehl des Aizu-Clans stand. Später wurde der Name in Shinsengumi geändert. Als solche waren sie offiziell als Polizei in Kyōto eingesetzt und wurden berühmt und berüchtigt. Kondō Isami bekleidete anfänglich zusammen mit Serizawa Kamo und Niimi Nishiki den Posten des Kommandanten, nachdem letztere aber nach ungebührlichem Verhalten Seppuku begehen mussten, führte er die Shinsengumi mit Unterstützung seiner Vize-Kommandeure Hijikata und Yamanami allein.

## Tod
Der Machtkampf zwischen Shōgun und Tennō wurde 1868/69 im Boshin-Krieg entschieden. Mit der Niederlage des Shōguns wurde die Shinsengumi aus Kyōto vertrieben. Die Einheit kämpfte weiter, bis sie sich nach der Schlacht von Toba-Fushimi einstweilig ergab und Isami Kondō bei Nagareyama in der Provinz Shimousa den kaiserlichen Truppen übergab. Er wurde verhaftet und im April 1868 bei Itabashi geköpft. Es wird berichtet, er habe darum gebeten, Seppuku begehen zu dürfen, was ihm aber verwehrt wurde, da er ursprünglich aus einer Bauernfamilie stammte.
Sein Kopf wurde später in Kyōto gezeigt, es ist aber nicht bekannt, wo genau Kopf und Leiche sich danach befanden. Es gibt mehrere Grabsteine, der erste soll in Aizu von seinem besten Freund Hijikata errichtet worden sein. Es befindet sich auch je ein Gedenkstein zu seinen und Hijikata Toshizōs Ehren in der Nähe der U-Bahn-Station Itabashi in Tokio. Ein Grab befindet sich im Tempel Ryūgan-ji in Mitaka, Tokio.

## Zur Person
Kondō soll ein eher ruhiger und umgänglicher Mann gewesen sein, Historiker sind der Meinung, dass die strenge Führung der Shinsengumi eher auf Hijikata zurückzuführen ist. Es ist bekannt, dass er seine ganze Faust in den Mund stecken konnte und das manchmal tat, um andere zu beeindrucken.
Kondō Isami war verheiratet und hatte eine Tochter, die 1862 geboren wurde. Beide wurden in den Unruhen der 1860er Jahre getötet, ebenso wie sein Enkel, der im Chinesisch-Japanischen Krieg getötet wurde.

## Medien
In japanischen Animes ist das Thema Shinsengumi sehr beliebt. Kondō taucht sowohl in Gintama (銀魂, "Silberseele") und Bakumatsu Kikansetsu Irohanihoheto (幕末機関説 いろはにほへと,"Die Bestätigung vom Ende des Shogunats ist nur zwei Schritte hinter der Tür") als auch in Mutsu Enmei Ryuu Gaiden: Shura no Toki auf.